# Leobotes
Leobotes (sv. äv. Leobates) eller Labotas (grekiska: Λεωβώτης, Λαβώτας) var spartansk kung och den fjärde i ordningen av de agiadiska kungarna.

## Biografi
Enligt Herodotos var Leobotes fortfarande omyndig när fadern Echestratos dog. Därför kom hans regentperiod att inledas under förmyndarskap av Lykurgos. Samme Lykurgos sägs under denna tid ha inrättar den första mer genomarbetade spartanska konstitutionen och andra lagar. Pausanias skriver dock att detta inträffade först senare, ett knappt halvt århundrade efter Leobotes regering.
När Leobotes väl tillträtt som kung ledde han ett krig mot Argos då argiverna ockuperat områden i det angränsande Kynouros. Detta var dock områden som spartanerna själva underkuvat, eller möjligtvis låg nära sådana områden, under Echestratos regering. Argivernas närvaro i området väckte upprorstankar hos de kynourer som nu lydde som perioiker under Sparta. Krigets avsikt var således sannolikt att i första hand stävja incitament för perioikerna i området att söka sig till Argos beskydd. Enligt Herodotos skall dock ingendera parten kunnat tillräkna sig någon avgörande seger i kriget.
Leobotes anges ha regerat i 37 år och han efterträddes på tronen av sin son Dorissos.